# HMS Formidable (1939)
Формидебл — (англ. Formidable, Грозный) — британский авианосец времён Второй мировой войны. Третий корабль из серии авианосцев типа «Илластриэс», отличавшихся наличием бронированных ангаров и палуб. Пятый корабль Королевских ВМС, носивший это название. Принял активное участие в сражениях Второй Мировой войны, в том числе сражении у мыса Матапан, Критской операции, высадке союзников в Северной Африке, высадке союзников в Салерно, атаках на линейный корабль «Тирпиц» и сражении за Окинаву.

## Конструкция

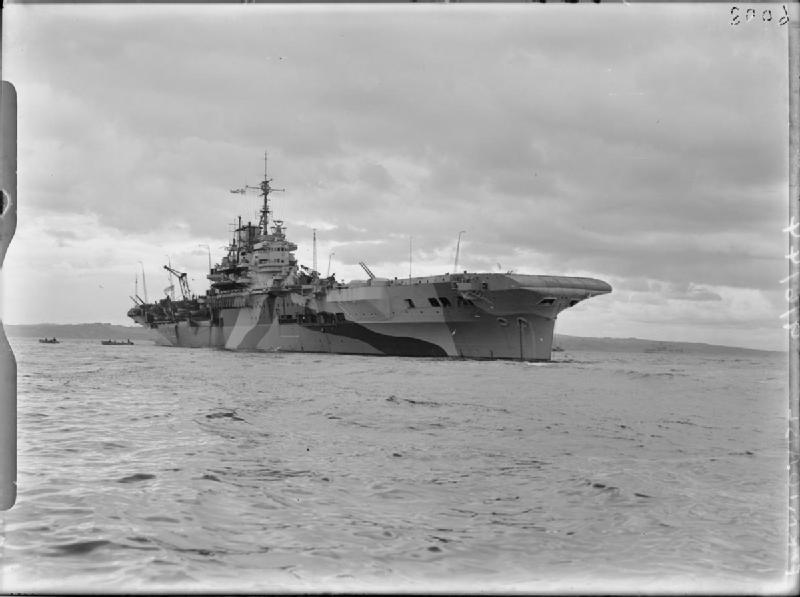
Авианосец «Формидебл»

Проектирование и постройка авианосцев типа «Илластриес» стали ответом на усиленное военно-морское строительство, развернувшееся в фашистской Германии во второй половине 1930-х гг. По инициативе вице-адмирала Р. Гендерсона — третьего Морского лорда, требования к новым кораблям включали наличие бронированной палубы, способной выдержать попадания авиабомб. Новым авианосцам предстояло действовать в основном в Северном и Средиземном морях, где основную опасность представляла многочисленная базовая авиация. Прочность конструкции и способность оставаться в строю после поражения бомбами авианосца становились критически важными. Дополнительными требованиями были наличие сильного зенитного вооружения и усиленной ударной авиагруппы.
Главной особенностью авианосцев этого типа были, безусловно, бронированные палубы и ангары для самолётов. Палубы были забронированы 76-мм бронёй, а ангары имели дополнительно 114-мм боковое бронирование. Не бронированными оставались два самолётных подъёмника, однако они отделялись от ангара 114-мм броневыми дверями. Бронированные палубы должны были выдержать попадания 500-фунтовых бомб. По правому борту в центральной части корабля располагалась довольно высокая надстройка островного типа, которой постарались придать аэродинамическую форму. Для запуска самолётов в передней части палубы была расположена катапульта. Цена за бронировку палубы и ангаров была очень высока. Имея почти одинаковые размеры с авианосцем «Арк Роял» или зарубежными аналогами (тип «Йорктаун» или тип «Сёкаку») авианосцы типа «Илластриэс» были способны нести и обеспечивать очень небольшую авиагруппу.

## Вооружение

### Авиация
Незначительное количество самолётов (36 единиц) стало причиной наличия чрезвычайно малого числа несомых истребителей. Однако опыт войны продемонстрировал, что зенитная артиллерия не способна в одиночку справиться с массированной атакой авиации и доля истребителей постоянно росла. Помимо этого предпринимались попытки увеличить количество действующих самолётов, используя палубы для их размещения и доводя число самолётов до 50 единиц и выше. Но это немедленно вызывало трудности в обеспечении их топливом, так как бензохранилища были небольшими.

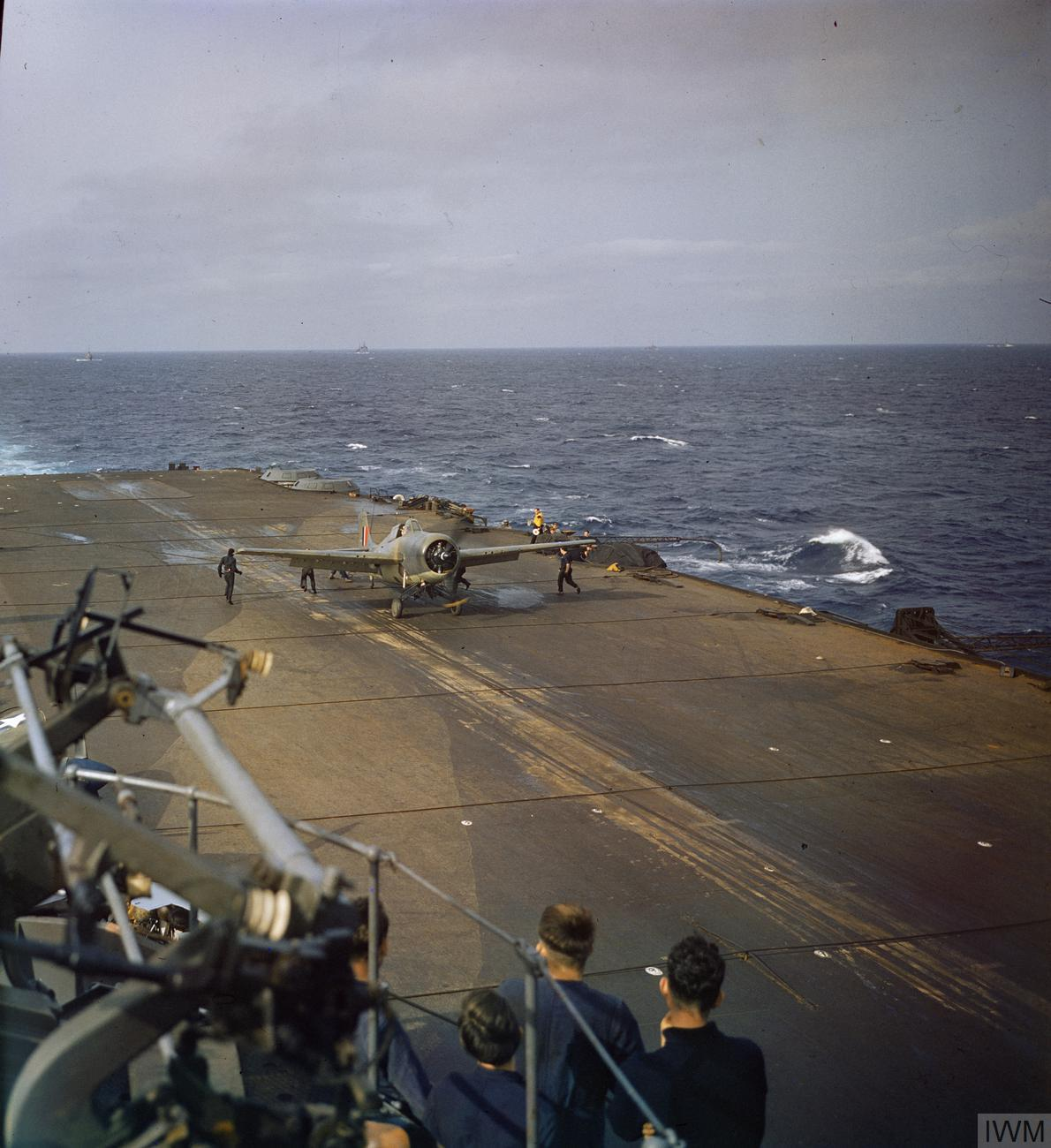
Истребитель «Мартлет» садится на палубу «Формидебла». Операция «Торч». 1942 год.

 Первоначальный вариант вооружения включал истребители Fairey Fulmar Mk I. и Mk. II и бомбардировщики-торпедоносцы Fairey Swordfish. После прибытия в Александрию в марте 1941 года на вооружение поступили первые бомбардировщики-торпедоносцы Fairey Albacore. Во время боя у мыса Матапан в марте 1941 года на корабле базировались 27 самолётов: 803 и 806 эскадрильи (13 «Фулмаров»), 826 эскадрилья (6 «Альбакор») и 829 эскадрилья (по 4 «Альбакора» и «Суордфиш»). После ремонта в 1941 году принял на вооружение 888-ю эскадрилью с истребителями американского производства Grumman F4F Wildcat (в Великобритании называвшиеся «Martlett» Mk.I и Mk.5); ударная 820-я эскадрилья была по-прежнему вооружена «Альбакорами». С 1942 года истребительная составляющая была усилена: авианосец получил 885-ю истребительную эскадрилью, вооружённую «Сифайрами» — палубным вариантом знаменитого истребителя «Spitfire» и 893 эскадрилью «Мартлеттов». Во время высадки в Северной Африке авиагруппа «Формидебл» включала 24 «Мартлетта», 6 «Альбакор» и 6 «Сифайр».
В 1944 году авиагруппа «Формидебла» вновь была заменена. В июле 1944 года она включала в себя 40 самолётов, в том числе 16 американских истребителей Chance Vought F4U Corsair из 1841 эскадрильи и 24 бомбардировщика-торпедоносца Fairey Barracuda Mk. II (827 и 830 эскадрильи). Во время боёв на Тихом океане уже все самолёты были американского производства. В 1945 году на вооружении авианосца (с учётом палубного базирования) было 54 самолёта (6-е авиакрыло морских истребителей (1841 и 1842 эскадрильи, вооружённые «Корсарами») и 848-я эскадрилья, имевшая на вооружении торпедоносцы Grumman TBF Avenger. В самом конце войны была получена ещё одна — 1844-я эскадрилья истребителей, вооружённая Grumman F6F Hellcat.
| Характеристики самолётов, входивших в состав авиагруппы авианосца «Формидебл» в ходе второй мировой войны | Характеристики самолётов, входивших в состав авиагруппы авианосца «Формидебл» в ходе второй мировой войны | Характеристики самолётов, входивших в состав авиагруппы авианосца «Формидебл» в ходе второй мировой войны | Характеристики самолётов, входивших в состав авиагруппы авианосца «Формидебл» в ходе второй мировой войны | Характеристики самолётов, входивших в состав авиагруппы авианосца «Формидебл» в ходе второй мировой войны | Характеристики самолётов, входивших в состав авиагруппы авианосца «Формидебл» в ходе второй мировой войны    | Характеристики самолётов, входивших в состав авиагруппы авианосца «Формидебл» в ходе второй мировой войны |
| Тип | Скорость, км/ч                                                                                            | Дальность полёта, км                                                                                      | Вооружение                                                                                                | Экипаж | Примечание                                                                                                   | |
| --- | --- | --- | --- | --- | --- | --- |
| Fairey «Swordfish»                                                                                        | 222 | 880 | два 7,7-мм пулемёта, 730-кг торпеда или 3 227-кг бомбы                                                    | 3 | Торпедоносец-бомбардировщик. Биплан. 1941 год 815 и 829 эскадрильи                                           | |
| Fairey «Fulmar» Mk.I                                                                                      | 417 | 515 | восемь 7,7-мм пулемётов или четыре 12,7-мм пулемёта, до 250 кг бомб.                                      | 2 | Истребитель. 1941 год. 803 и 806 эскадрильи                                                                  | |
| Fairey «Albacore» Mk.I                                                                                    | 259 | 1497 | три 7,7-мм пулемёта, 730-кг торпеда или 3 227-кг бомбы                                                    | 3 | Торпедоносец-бомбардировщик. Биплан. 1941-43 гг. 820, 826, 829 эскадрильи                                    | |
| Fairey «Barracuda» Mk.II                                                                                  | 386 | 934 | два 7,7-мм пулемёта, 730-кг торпеда или до 730 кг бомб                                                    | 3 | Торпедоносец-бомбардировщик. 1943-44 гг. 827 и 830 эскадрильи                                                | |
| Grumman F4F-4 «Wildcat» («Martlett»).                                                                     | 513 | 1335 | шесть 12,7-мм пулемётов, две 45-кг бомбы                                                                  | 1 | Истребитель. 1942-43 гг. 888 и 893 эскадрильи                                                                | |
| Supermarine «Seafire»                                                                                     | 760 | 1515 | четыре 20-мм пушки, до 700 кг бомб                                                                        | 1 | Истребитель, истребитель-бомбардировщик. Палубный вариант истребителя «Spitfire». 1942-43 гг. 885 эскадрилья | |
| Grumman TBF «Avenger»                                                                                     | 442 | 1610 | три 12,7-мм пулемёта и два 7,62-мм пулемёта, торпеда или 907 кг бомб                                      | 3 | Торпедоносец, бомбардировщик. 1944-45 гг. 848 эскадрильи                                                     | |
| Chance Vought F4U-4 «Corsair»                                                                             | 717 | 990 | шесть 12,7-мм пулемётов или четыре 20-мм пушки, до 1820 кг бомб и ракет                                   | 1 | Истребитель, штурмовик. 1944-45 гг. 1841 и 1842 эскадрильи                                                   | |
| Grumman F6F-5 «Hellcat»                                                                                   | 610 | 1520 | четыре 12,7-мм пулемёта и две 20-мм пушки или шесть 12,7-мм пулемётов, до 1800 кг бомб и ракет            | 1 | Истребитель. 1945 гг. 1866 эскадрилья                                                                        | |

### Артиллерия
Согласно требованиям адмиралтейства корабли получили очень мощное для своего времени зенитное вооружение. На авианосцах было установлено 16 114-мм зенитных орудий в двухорудийных башнях, размещённых на спонсонах по обе стороны палубы. Помимо этого на вооружении находилось 6 восьмиствольных установок 40-мм зенитных автоматов «Виккерс» QF-2, известных также как «Пом-Пом». Учитывая слабость истребительной авиации, базировавшейся на корабли, именно на мощную зенитную артиллерию возлагались основные надежды при отражении атак вражеской авиации.
Опыт боёв продемонстрировал необходимость увеличения количества зенитных стволов, которое происходило за счёт установки дополнительных зенитных автоматов — 40-мм «Бофорс» L60 и 20-мм «Эрликон». В итоге в конце войны зенитное вооружение авианосца включало 8х2 114-мм орудий, 6х8 40-мм «Виккерс», 12х1 40-мм «Бофорс», 54х1 20-мм «Эрликон».

## История службы

### Начало службы
«Формидебл» был единственным кораблём серии, который строился в Белфасте. Строительство шло быстро и, в результате, хотя корабль был заложен немного позднее чем «Викториэс», вступил в строй почти на полгода раньше. При спуске на воду произошёл трагический инцидент. Стапель не выдержал и корабль сорвался с него. Погиб 1 рабочий и ещё 20 было ранено. Впоследствии авианосец иронично называли «Корабль, который сам себя спустил на воду» («The Ship That Launched Herself»). Формидебл стал вторым авианосцем оснащенным поисковым радаром (Тип 279).
После вступления в строй авианосец в ноябре 1940 года присоединился к Home Fleet. 24 ноября вышел в составе Force C во Фритаун, с крейсером NORFOLK для защиты конвоя и перехвата вражеских кораблей снабжения и рейдеров. В декабре участвовал в поисковых операциях против германских рейдеров в районе острова Святой Елены.
В январе 1941 года в связи с выходом из строя авианосца «Илластриэс», повреждённого в ходе проводки конвоя Excess, возникла необходимость в его замене. «Формидебл» был направлен в состав Средиземноморского флота, для чего совершил переход вокруг мыса Доброй Надежды в Александрию. По пути, в феврале, действовал с Ост-Индским флотом для поддержки военных действий в Сомалиленде. Его самолёты нанесли ряд ударов по итальянским колониальным владениям в Сомали: Кисмайо, Могадишо и Массауа (операция Breach).
Только в марте корабль прибыл в Александрию. 10 марта он с опозданием присоединился к Средиземноморскому флоту из-за германских мин, которые перекрыли Суэцкий канал.

### Средиземное море
20 марта вышел с линкорами Barham, Valiant и Warspite, крейсерами Gloucester, York и эсминцами, чтобы прикрыть переход конвоя MW-6 (операция MC9).
28 марта 1941 года принял участие в сражении у мыса Матапан. Самолёты с авианосца в ходе сражения трижды атаковали итальянский флот. В 11.00 6 торпедоносцев «Альбакор» из 826 эскадрильи атаковали итальянский линейный корабль «Витторио Венето». Хотя торпеды прошли мимо, атака заставила итальянцев прервать преследование английских крейсеров и отступить. В 15.20 4 «Альбакора» вторично атаковали линкор и добились попадания торпедой. В ходе атаки самолёт добившийся попадания был сбит. Корабль противника был серьёзно повреждён, потерял ход более чем на час, но все же смог уйти от преследования. В 19.25 10 самолётов (7 «Альбакор» и 3 «Суордфиш») очередной раз атаковали флот противника, сильно повредив торпедой тяжелый крейсер «Пола». Этот успех привёл к победе в сражении в целом. Ночью крейсер «Пола» и посланные ему на помощь тяжёлые крейсеры «Зара» и «Фиуме» были потоплены английским флотом. На обратном пути, 29 марта, авианосец отразил атаку 12 немецких бомбардировщиков Ju.88.
18 апреля авианосец вышел с флотом для прикрытия перехода конвоя ME-7. 21 апреля обеспечивал прикрытие во время обстрела флотом Триполи, сопровождаемый крейсерами Orion, Perth, Ajax и 4 эсминцами (Force C). Самолёты авианосца освещали береговые цели (операция MD2). На следующий день, 22 апреля, его самолёты сбили два Ju.88, когда флот был атакован на обратном пути.
10 мая Формидебл присоединился к операции флота для обеспечения перехода конвоя MW-7 из Александрии на Мальту и прохода войскового конвоя из Великобритании через Сицилийские узости (операция Tiger).

### Повреждение и ремонт в США
Во второй половине мая началась Критская операция, участие в ней авианосца было задержано из-за отсутствия истребителей на борту после проведения предыдущей операции «Тайгер». 26 мая 1941 года была предпринята операция по налёту самолётов авианосца на аэродром острова Скарпанто. На обратном пути, у берегов Ливии он был атакован 20 немецкими пикирующими бомбардировщиками Ju.87. Корабль получил 2 попадания 1000-кг бомбами в башню «Х» 114-мм орудий и в бортовой спонсон. Повреждения были серьёзными, хотя на следующий день он смог достичь Александрии своим ходом; авианосец надолго вышел из строя. Там он прошёл срочный ремонт, продолжавшийся до конца июля. 24 июля он прибыл в Порт-Саид, прошёл через Суэцкий канал и через мыс Доброй Надежды проследовал в США, прибыв в Норфолк 25 августа. Там на нём провели ремонт, длившийся до декабря, в ходе которого на авианосце была усилена зенитная артиллерия. После пятидневных испытаний в Норфолке в начале декабря, он отправился в Великобританию в компании с авианосцем Illustrious, также проходившим ремонт в США.
Оба корабля шли в Атлантике в чрезвычайно бурном море и в условиях плохой видимости, 16 декабря, Illustrious врезался в корму Формидебла, нанеся огромный ущерб обоим кораблям. Формидебл прибыл в Белфаст 21 декабря и находился в ремонте до 3 февраля 1942 года. В ходе ремонта был установлен радар типа 281, заменивший тип 279, а также два радара управления огнем типа 265 для зенитных установок. После ремонта и испытаний он отправился в Гринок, где прошёл подготовку к боевым действиям на Дальнем Востоке, отплыв 17 февраля, для присоединения к Восточному флоту, попутно сопровождая войсковой конвой на Ближний Восток через мыс Доброй Надежды. 2 марта он вышел из Фритауна, прибыв 10 марта в Кейптаун.

### В составе Восточного флота
26 марта вошёл в состав Восточного флота. В то же время, корабль нуждался в интенсивной подготовке авиагруппы, прежде чем он смог бы стать эффективной боевой единицей. 31 марта с линкором Warspite, авианосцем Indomitable, крейсерами Cornwall, Emerald и Enterprise в составе Force A, выходил на поиск японских кораблей, по сообщениям, двигавшимся в направлении Цейлона. Авианосец повредил винт и был освобожден от поисков, проведя ремонт в Бомбее.
В середине апреля 1942 года флот пытался оказать сопротивление японскому ударному авианосному соединению, совершавшему рейд в Индийский океан. Однако противникам не удалось встретиться в море, так как во время рейда японцев основные силы Восточного флота находились в секретной базе на Мальдивских островах. Учитывая количественное и качественное соотношение сил, такое столкновение было бы для английских авианосцев роковым. Под впечатлением от успехов японской авиации, флот был отведён к Восточному побережью Африки. 23 апреля Формидебл, по завершении ремонта, предпринял переход на соединение с флотом в Момбасе.

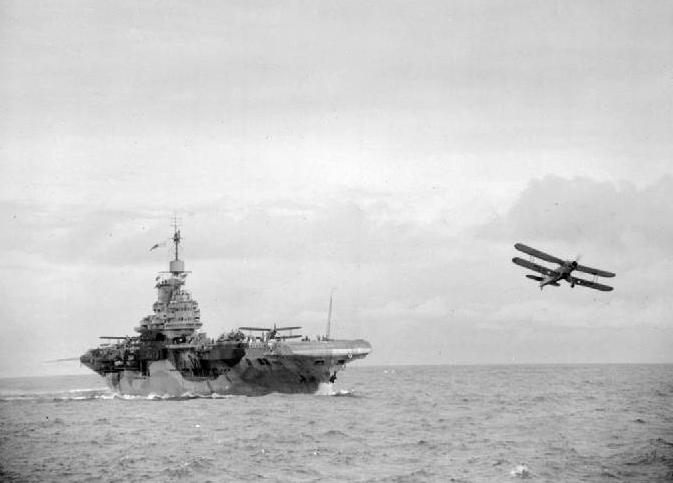
Самолёт «Альбакор» из 820 эскадрильи поднимается с палубы «Формидебл». Индийский океан. 19 мая 1942 года

5 мая авианосец действовал северо-восточнее Мадагаскара для прикрытия от японских воздушных атак во время высадки на острове (операция Ironclad). Истребитель Martlet с авианосца сбил японский гидросамолёт Kawanishi H6K после обнаружения его радиолокатором во время перехода для дозаправки на Сейшельских островах.
С 10 мая базировался в Килиндини для охраны конвоев и оперативных действий в Индийском океане.
29 мая принимал участие в тренировках флота с линейным кораблем Warspite, авианосцем Illustrious и крейсером Gambia во время перехода на Цейлон из Килиндини. В июне — июле корабль действовал в Индийском океане. 24 августа самолёты авианосца перехватили и уничтожили японскую летающую лодку в Индийском океане.
После этого, корабль был назначен для службы в Средиземном море, чтобы заменить авианосец Indomitable и предпринял переход в Великобританию. В сентябре вновь встал на текущий ремонт в Клайде. Тогда же принял на борт самолёты Supermarine Seafire перед отправкой в Средиземное море.

### Высадка в Северной Африке
30 октября Формидебл отправился в Гибралтар, чтобы обеспечить прикрытие с воздуха во время планируемых высадок в Северной Африке (операция Torch). Вошёл с авианосцами Victorious и Furious в состав Соединения «H» по прибытии в Гибралтар.
8 ноября был развёрнут в 30 милях к северу от Алжира для обеспечения воздушного прикрытия при высадках. 13 ноября самолёт корабля уничтожил береговую батарею на мысе Матифу.
17 ноября самолёт 820-й эскадрильи авианосца потопил немецкую подводную лодку U-331 на позиции 37°05′ с. ш. 02°24′ в. д. (северо-западнее Алжира). Лодка ранее уже была атакована самолётом 500 Sqn RAF и сдалась, но об этом не было известно пилотам 820-й эскадрильи.
В декабре авианосец действовал в западном Средиземноморье для поддержки военных операций и защиты военных конвоев.
В январе 1943 года охранял конвои в Западной Атлантике и Средиземноморье, включая конвой KMF-3.

### Действия в Средиземном море

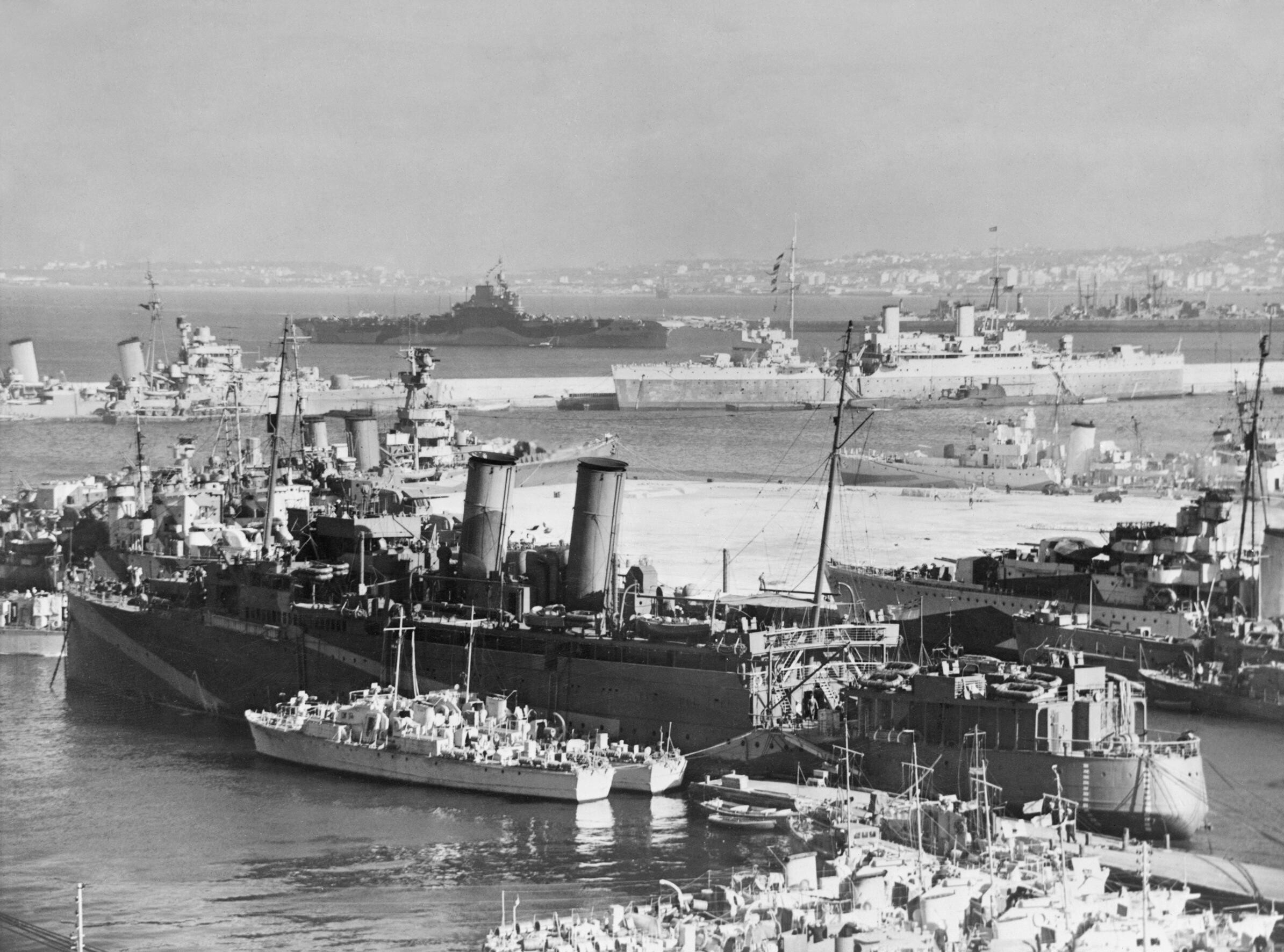
В гавани Алжира, весна 1943 года

В марте базировался на Алжир. 5 апреля переведён в Александрию для обороны конвоев в Восточном Средиземноморье, действуя там по июль.
В июле авианосец осуществлял диверсионную операцию к северу от Крита и прикрывал переход конвоев в Центральное Средиземноморье для запланированных десантов. 7 июля отплыл с Мальты с линкорами Valiant и Warspite в сопровождении крейсеров Aurora и Penelope, в сопровождении шести эсминцев. Развернуты в Тирренском море, чтобы обеспечить прикрытие для войсковых конвоев из Александрии во время перехода в восточном Средиземноморье, для штурмовых десантов. 8 июля находился под воздушной атакой. 9 июля присоединился к линейным кораблям Nelson, Rodney и авианосцу Indomitable, с крейсерами Aurora и Penelope в заливе Сирт, чтобы прикрыть наступательную фазу вторжения на Сицилию против итальянских надводных сил (операция Хаски). С 10 по 14 июля обеспечивал воздушное прикрытие на этапах высадки и наращивания десанта. 15 июля находился под атаками итальянских торпедоносцев, во время которых Indomitable получил повреждения и должен был быть покинуть операцию.
В августе Формидебл базировался на Мальте и обеспечивал воздушное прикрытие для кораблей, развернутых у Сицилии.

### Высадка в Италии
8 сентября вошёл в состав сил прикрытия с линкорами Nelson, Rodney, Warspite, Valiant и авианосцем Illustrious, для обеспечения высадки в Салерно (операция Лавина).
В октябре авианосец был освобождён от операций на Средиземном море и предпринял переход в Великобританию, войдя в состав Home Fleet.

### Действия в Арктике
2 ноября обеспечил дальнее прикрытие обратного конвоя RA-54 из Кольского залива с линкором Anson, крейсером Jamaica и эсминцами Onslow, Venus, канадским Haida, норвежским Stord, американскими Capps и Hobson.
С февраля по апрель 1944 года встал на текущий ремонт в Белфасте. В ходе него было модернизировано радарное оборудование (установлены радары типов 281B и 79B для обеспечения эффективного прикрытия на всех высотах). Установлен радар надводного обнаружения Тип 277. В мае корабль проходил послеремонтные испытания. В июне принял самолёты и подготовился к прохождению дальнейшей службы. В июле прибыл в Скапа-Флоу.

### Удары по Тирпицу

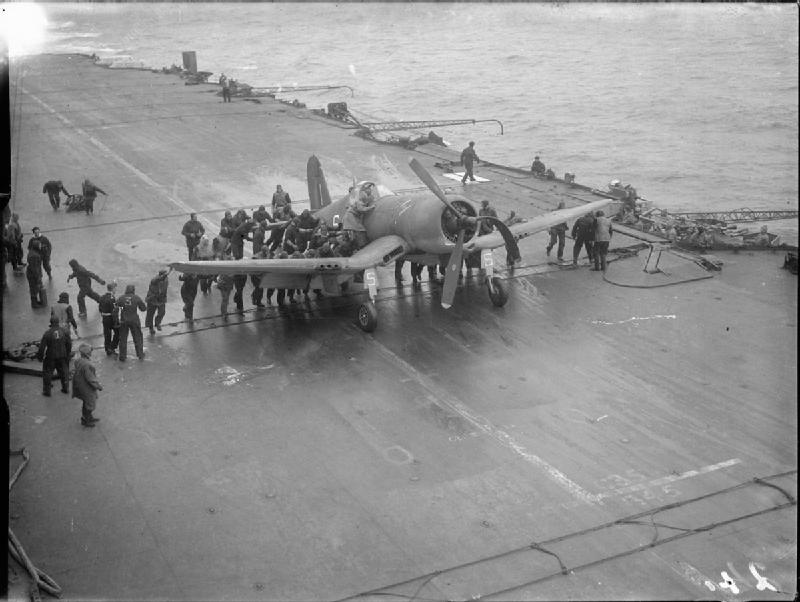
Самолёт «Корсар» на палубе авианосца «Формидебл» во время атак линкора «Тирпиц». Июль 1944 года.

После неудачи с рейдом линейного корабля «Бисмарк», немецкое командование направило свой сильнейший надводный корабль — линкор «Тирпиц» в Норвегию, где он, базируясь во фьордах, угрожал северным конвоям, доставлявшим грузы в СССР. Лучшим средством борьбы с ним стала авиация. В течение войны английское командование предприняло множество попыток уничтожить линкор с воздуха, в том числе с использованием авианосной авиации.
17 июля 1944 года состоялась операция «Маскот». Самолёты с авианосцев «Формидебл», «Фьюриэс» и «Индефатигейбл» атаковали «Тирпиц» в Каа-фиорде. В августе вторично участвовал в атаках на «Тирпиц» в ходе операций «Гудвуд». Первые две атаки, предпринятые 22 августа силами 38 бомбардировщиков и 45 истребителей, не принесли результата. 24 августа в атаке приняли участие 48 бомбардировщиков и 29 истребителей. Им удалось добиться двух попаданий в «Тирпиц». Тяжёлая 800-кг бомба не взорвалась, а 500-кг вызвала небольшие повреждения надстройки корабля. Четвёртая атака в ходе операции силами 34 бомбардировщиков и 25 истребителей была опять безуспешной. Англичане потеряли в ходе четырёх налётов 11 самолётов с разных авианосцев, в том числе и с «Формидебла».
В августе авианосец был подготовлен для повторных воздушных атак на «Тирпиц» (серия операций Goodwood). 22 августа с авианосцами Furious, Indefatigable и эскортным авианосцем Nabob. Удар был неудачным из-за погодных условий. 24 августа совершал дальнейшие воздушные атаки на Тирпиц с авианосцами Furious и Indefatigable. Сообщалось о двух попаданиях. 29 августа совершал неудачные воздушные атаки на Тирпиц с Indefatigable.
Когда война в Европе вступила в завершающую фазу, основные силы британского флота были направлены против Японии. В сентябре был номинирован на прохождение службы в составе Британского тихоокеанского флота, после прохождения очередного ремонта. В октябре встал на переоборудование в Гибралтаре с проведением обширного ремонта техники. Ремонт продолжался по декабрь. После проведения испытаний в январе 1945 года, в феврале совершил переход для действий с американским 5-м флотом на Тихом океане. 10 марта прибыл в Сидней. После чего совершил переход в Манус.

### Бои на Тихом океане
В марте — мае 1945 года принимал участие в операции по захвату Окинавы. 4 апреля прибыл к Лейте для совместных полётных операций британского и американского флотов в составе в Task Force 57. (Task Force 57 состояла из: Task Group 57.1 — линейные корабли King George V и Howe; Task Group 57.2 — авианосцы Indomitable, Victorious, Illustrious и Indefatigable; Task Group 57.3 — крейсеры Swiftsure, Gambia, Black Prince и Argonaut; Task Group 57.8 — крейсер Euryalus, эсминцы Grenville, Ulster, Undine, Urania, Undaunted, Whelp и Wager, австралийские Quickmatch, Quiberon, Queenborough и Quality). 14 апреля присоединился к авианосцам Task Group 57.2 в качестве замены авианосца Illustrious. Принимал участие в воздушных операциях по нейтрализации японских аэродромов на островах Sakishima Gunto, во время высадки сил США на Окинаве (операция Iceberg I). Находился под атаками камикадзе на управляемых пилотируемых бомбах Бака. 20 апреля ушел из оперативного района с кораблями Task Force 57. 23 апреля прибыл на Лейте.
1 мая отправился в зону боевых действий с кораблями Task Force 57. по сравнению с предыдущим рейдом, крейсера Euryalus и Uganda присоединились к Task Group 57.5 вместо крейсера Argonaut. В Task Group 57.8 вошли эсминцы Grenville, Ursa, Undine, Urchin, Urania, Undaunted, Kempenfelt, Whirlwind, Wessex и австралийские эсминцы Quiberon, Queenborough, Quickmatch и Quality.
4 мая 1945 года были возобновлены лётные операции у Сакишима Гунто (операция Iceberg II). Авианосец обеспечил прикрытие с воздуха и указание точки обстрела при бомбардировке аэродромов линейными кораблями King George V и Howe. Во время длительных воздушных атак самолёт камикадзе («Зеро» с 250-кг бомбой) врезался в кормовую часть полётной  палубы. Бомба взорвалась в островной надстройке. Пожары повредили радары и полётную палубу. 11 самолётов было уничтожено, а повреждения в котельном отделении уменьшили скорость до 18 узлов. Корабль вышел из строя на 5 часов. 8 человек погибло и 47 было ранено. Самолёт Grumman F6F Hellcat, снижающийся для посадки во время атаки камикадзе, был сбит с близкого расстояния 20-мм Эрликоном. В это время, крейсеры TF57 присоединились к линкорам, обстреливающим аэродромы в Мияги, и их зенитки не могли обеспечить дополнительную защиту для трёх авианосцев. 5 мая полная мощность машин была восстановлена. Корабль продолжал совместные лётные операции с американскими авианосцами. 9 мая 1945 года корабль вновь был повреждён камикадзе, врезавшимся в корму корабля и уничтожившим и повредившим 16 самолётов. Несмотря на это, бронированные палубы успешно выдержали испытание и корабль остался в строю. Погиб всего один человек.

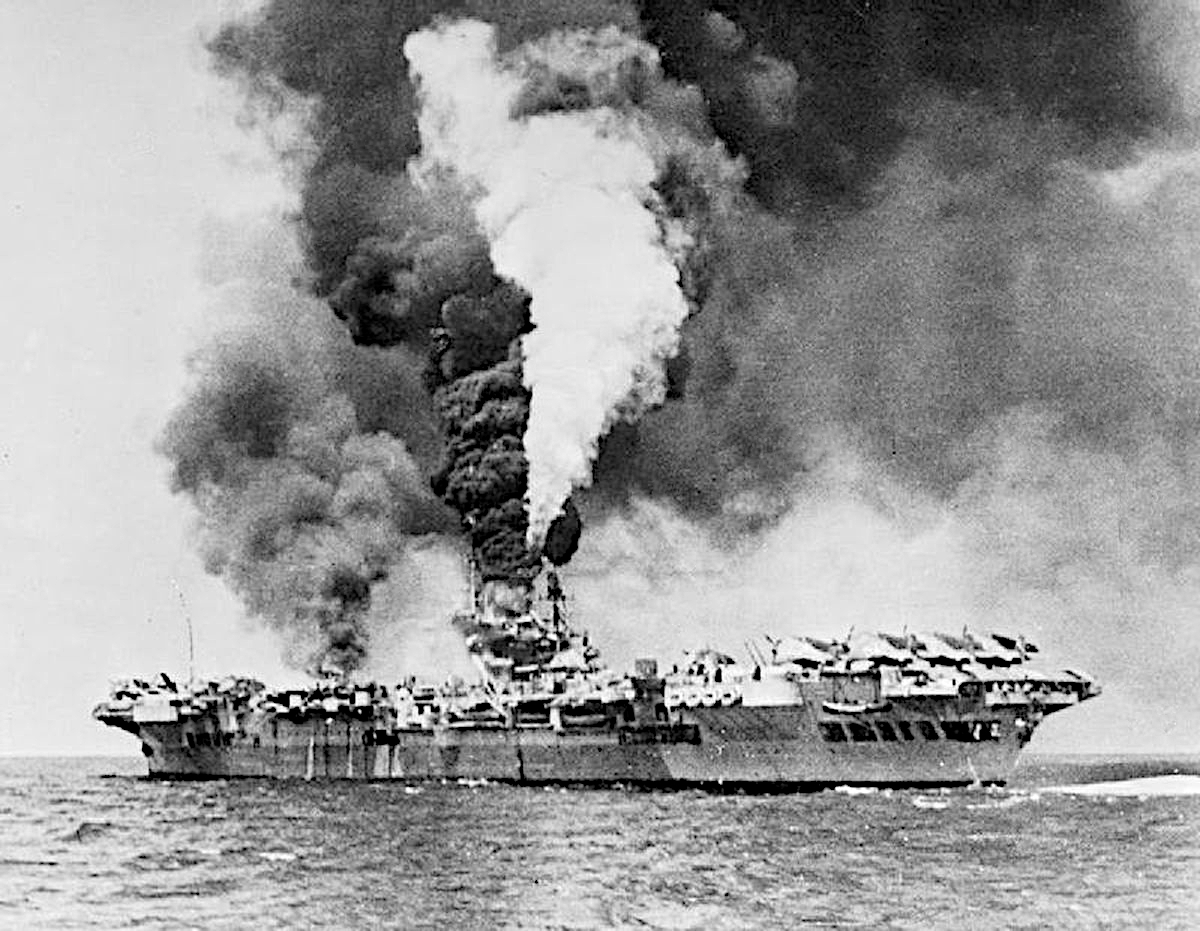
Авианосец «Формидебл» после атаки камикадзе в сражении за Окинаву. 9 мая 1945 года

18 мая произошёл пожар в ангаре, после того, как самолёт Chance Vought F4U Corsair случайно выстрелил из пушек во время заправки. В этом пожаре 30 самолётов были уничтожены или выведены из строя. 19 мая корабль возобновил воздушные операции у Сакишима Гунто, несмотря на нехватку самолётов. 22 мая Формидебл был отсоединен до завершения операций и покинул зону боевых действий, совершив переход в Манус в сопровождении эсминцев Kempenfelt и Whirlwind. По окончании временного ремонта в Манусе в июне совершил переход в Сидней, для дальнейшего ремонта.
В июле 1945 года авианосец стал флагманским кораблём контр-адмирала Филипа Вайэна, командира 1-й эскадры авианосцев. Авианосец, вместе с Implacable и Victorious был передислоцирован в состав 3-го флота США в Task Force 37. Структура военно-морского командования США была изменена, и британский Тихоокеанский флот был переименован в Task Force 37. Task Force 37 состояла из: — Линкора KIng George V (Флагман командующего Британским Тихоокеанским Флотом, авианосцев Formidable (флагман эскадры), Implacable и Victorious (Implacable был задержан из-за поломки при выходе из Мануса), крейсеров Newfoundland (флагман), Black Prince, Euryalus, Uganda и Gambia, эсминцев Grenville, Undine, Urania, Urchin, Ulysses, Undaunted, Troubridge, Tenacious, Termagant, Terpsichore, Teazert и австралийских Quiberon, Quickmatch, Queenborough, Quality.
6 июля авианосцы вышли в зону боевых действий. 16 июля объединились с кораблями Третьего флота для совместных атак в районе Токио и Иокогамы. 17 июля Формидебл осуществил первые британские атаки на основную часть Японии и обеспечил воздушное прикрытие для кораблей TF37. 25 июля Боевой воздушный патруль (Combat Air Patrol — CAP) уничтожил 3 торпедоносца AICHI, когда Task Force 37 производила дозаправку. Ещё один был повреждён. Канадский крейсер Uganda ушёл из зоны операции оказывая помощь крейсеру Argonaut. Его уход стал результатом недавнего распоряжения правительства Канады об отмене участия канадских военнослужащих в японской кампании.

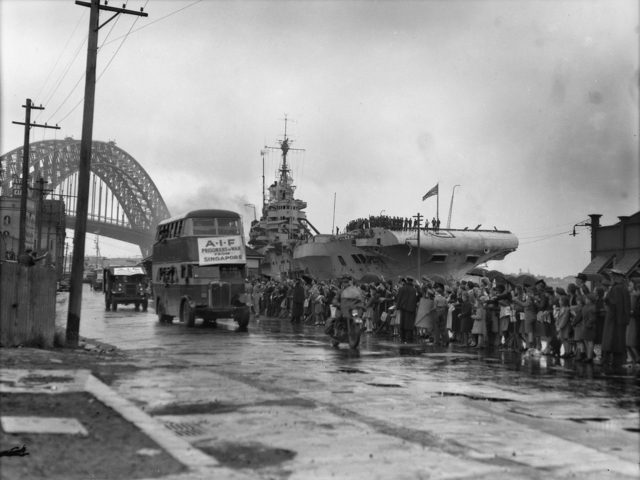
Формидебл в гавани Сиднея 13 октября 1945 года

В августе британцы действовали с американской Task Force 38 для совместных воздушных операций. 9 августа, во время атаки на японские корабли у Хоккайдо и Северного Хонсю, пилот «Корсара» Роберт Хэмптон Грей атаковал, и несмотря на сильный зенитный огонь с других кораблей, потопил японский сторожевой корабль «Амакуса», при этом погиб сам. За этот подвиг пилот посмертно был награждён Крестом Виктории — высшей наградой Великобритании. 10 августа корабли продолжали воздушные операции. 12 августа Формидебл вернулся в Манус с кораблями британского Тихоокеанского флота для дозаправки. Он не был переведён в Task Group 38.5 с авианосцем Indefatigable. Это было связано с принудительным уводом кораблей TF37 из зоны боевых действий, из-за нехватки топлива на британских танкерах.

### Послевоенная служба
Формидебл не принимал участие в церемонии капитуляции в Японии. После окончания боевых действий авианосец использовался как войсковой транспорт для возвращения военнослужащих домой, совершив два рейса в Австралию. Во время этой службы он перевез почти 14 000 пассажиров и преодолел более 100 000 миль.
Вернувшись в Великобританию в феврале 1946 года, корабль был разоружён 26 июля того же года. В 1947 году он был переведён в резерв без сохранения или обслуживания в течение 4 лет. Последовавшее за этим разрушение корпуса помешало запланированной модернизации, и Формидебл был помещён в Список утилизации в 1950 году. Продан в BISCO для разборки на TW Ward, корабль прибыл на буксире в Инверкитинг 12 мая 1953 года.